# ラ・ガリソニエール (駆逐艦)
ラ・ガリソニエール（フランス語: La Galissonière, D638）は、フランス海軍が運用していた駆逐艦。計画艦型番号はT-56。次世代対潜艦の実験艦的色彩が強かった。

## 概要
フランス海軍は、第二次世界大戦で壊滅した駆逐艦戦力再建のため、まず1949～1952年度計画でシュルクーフ級（T-47型）12隻、続いて1953年度計画で小改正型のデュプレ級（T-53型）5隻を整備した。これらは、戦前の大型駆逐艦の流れを引く汎用大型艦としての艦隊護衛艦（Escorteurs d'escadre）であり、対空・対水上兵装主体とされていた。本艦は、これらの艦隊護衛艦の船体・機関を流用しつつ、対潜戦能力重視としたものであった。
このような経緯から、マラフォン対潜ミサイル、4連装305mm対潜迫撃砲など、フランス海軍が開発していた対潜兵器をすべて装備している。ソナーも低周波のDUBV-23に換装するとともに、可変深度式のDUBV-43も搭載された。さらに、フランス海軍の駆逐艦として初めてヘリコプターを搭載している。そのハンガーは棺状であり、壁面が前後左右に開きヘリコプター甲板の一部となるユニークな形式であったが、その後の採用例はなかった。
また砲熕兵器についても、T-47/53型ではModèle 1948 54口径127mm連装砲を採用していたのに対し、本艦では、新開発の単装速射砲であるModèle 1953 100mm単装砲（のちにModèle 68に更新）に変更された。また砲射撃指揮装置も、DRBC-11からDRBC-32Aに更新されている。ただし当初は20～30mm高角機銃の搭載も検討されていたが、これは断念された。
本艦は、1956年度計画によってロリアン工廠で1958年11月に起工され、1960年3月12日に進水、1962年7月9日に就役した。その後は上記の新装備の運用試験に従事していたが、1960年代末、水測装備・対潜兵器の試験終了を受けて嚮導艦としての任にあてられることになった。この際に305mm対潜迫撃砲は撤去され、魚雷発射管も半減した。当初は地中海に配属されていたが、1981年に大西洋に転属になった。